# Дексікреон
Дексікреон (також Дексікреонт; дав.-гр. Δεχικρεομ / Δεχικρεομτ) — персонаж давньогрецької міфології, самоський купець.
Він отримав від Афродіти пораду — по дорозі з Кіпру взяти на борт свого корабля тільки воду. Інші купці були здивовані цим і кепкували з нього. Але під час плавання на морі встановився штиль, і Дексікреон, який слухняно виконав вказівку богині, нажив статок, вигідно продаючи воду іншим купцям. На знак подяки він збудував храм на Самосі й присвятив Афродіті статую, а жінок острова відвернув від поклоніння хибному культу на користь богині.